# Franck Solforosi
Franck Solforosi (n. 10 septembrie 1984, Lyon, Franța) este un canotor ce a reprezentat Franța, medaliat olimpic. A participat la 3 ediții ale Jocurilor Olimpice (2008, 2012, 2016) în care a câștigat o medalie de bronz.